# Robie House
La Frederick C. Robie House è una costruzione progettata dall'architetto Frank Lloyd Wright, completata tra il 1908 ed il 1910. Si trova a Chicago, Illinois, negli USA. Oggi è una dei National Historic Landmark degli Stati Uniti, in virtù della sua importanza artistica e storica; è conosciuta infatti come la migliore rappresentazione della Prairie School, stile architettonico statunitense degli inizi del Novecento. Venne designata come tale il 27 novembre 1963, ed automaticamente venne annessa al National Register of Historic Places il 15 ottobre 1966.
Dal 7 luglio 2019 fa parte del patrimonio dell'umanità, all'interno del sito seriale Le opere architettoniche del XX secolo di Frank Lloyd Wright.
Nel libro per bambini di Blue Balliett, Il codice Wright (The Wright 3), la trama è incentrata sui misteri associati alla Robie House.

## Storia

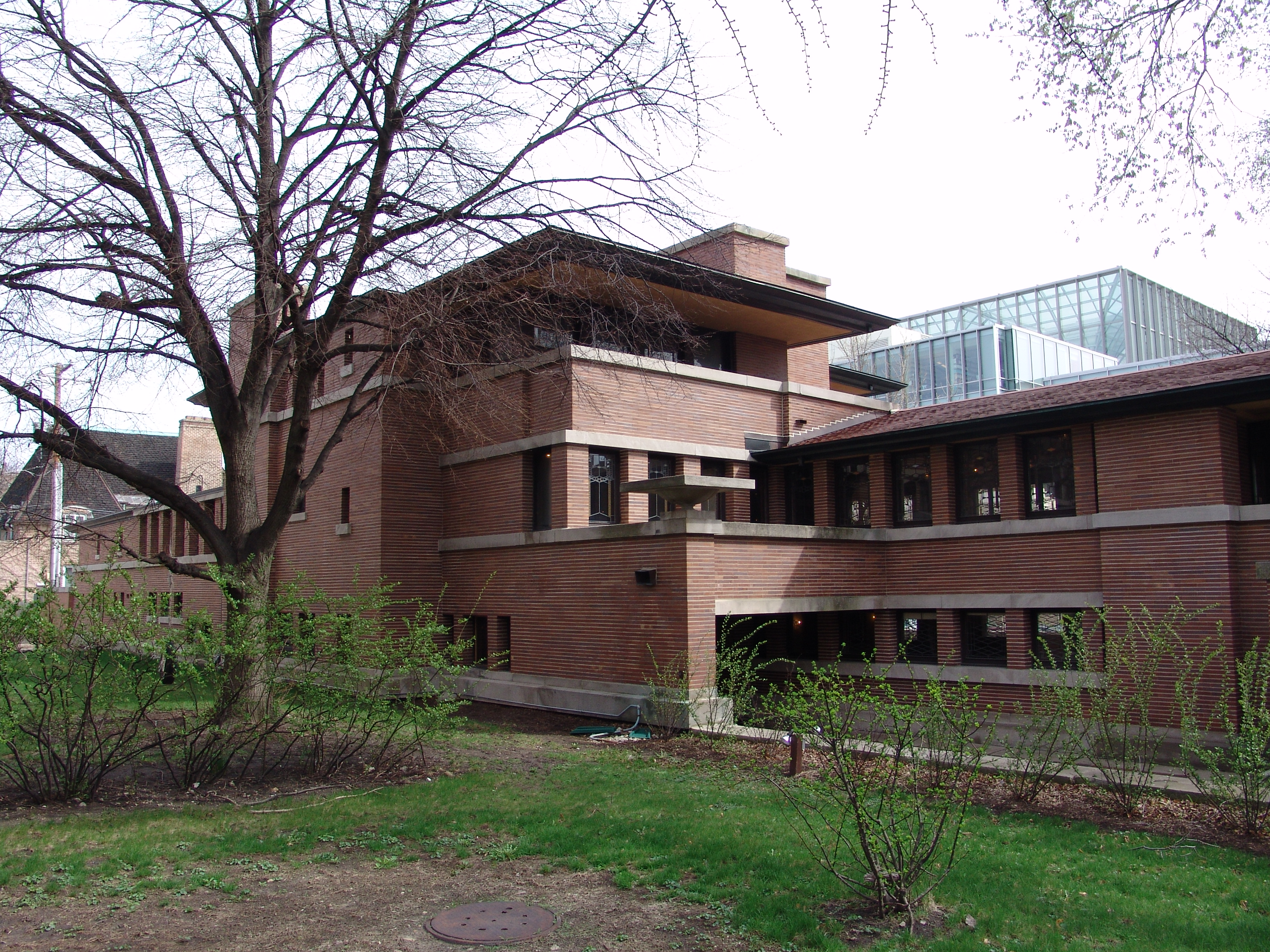
Veduta dell'edificio.

L'edificio, situato più precisamente nel quartiere di Hyde Park, nella zona del South Side di Chicago, venne progettato da Wright tra il 1908 ed il 1909 nel suo studio ad Oak Park (Illinois).
Quando richiese il progetto a Wright, Frederick Robie aveva soltanto 28 anni e ricopriva il ruolo di assistente manager nell'Exclesior Supply Company, azienda controllata dal padre.
Anche se esistono disegni della Robie House con data 1906, Wright non poté realmente dar via al progetto prima della primavera del 1908, perché solo a maggio di quell'anno Robie acquisì la proprietà.
Robie scelse il terreno (al 5757 South Woodlawn Avenue) insieme alla moglie Lora Hieronymus, con l'intento di prender casa in una zona vicina al campus universitario che lei frequentava; l'appezzamento era sostanzialmente un tipico lotto urbano della zona, di 18 x 54 metri.
La costruzione dell'edificio ebbe inizio il 15 aprile 1909. Wright ne seguì direttamente solo le prime fasi: alla fine del 1909 infatti l'architetto lasciò gli Stati Uniti per l'Europa, in un viaggio che portò alla pubblicazione della celebre raccolta di disegni Ausgeführte Bauten. Nel maggio del 1910 la famiglia Robie si trasferì nel nuovo edificio ormai concluso, anche se alcuni particolari tecnici sarebbero stati completati solo nel gennaio dell'anno successivo.

## Architettura
La Robie House rappresenta uno dei massimi esempi della Prairie School, uno stile che ebbe Wright come grande interprete; la concezione dell'edificio, non dissimile dai precetti dell'architettura organica, si basava sull'idea che le costruzioni acquisissero forma e particolari a seconda dell'ambiente che le circondava, quasi dovessero essere concepite come frutti del terreno in cui si trovavano. Wright progettò non soltanto la forma esterna della casa, ma anche spazi interni e disposizioni delle stanze, luci, finestre ed arredamenti. Così scrisse egli stesso:
(Frank Lloyd Wright, 1910)